# Monkeblomvecklare
Monkeblomvecklare (Cochylis pallidana) är en fjärilsart som beskrevs av Philipp Christoph Zeller 1847. Monkeblomvecklare ingår i släktet Cochylis, och familjen vecklare. Arten är reproducerande i Sverige.